# Procession de Saint-Véron
La procession de Saint-Véron, marche de Saint-Véron, tour de Saint-Véron ou  procession de Pâques est une procession annuelle de soldats qui démare du village belge de Lembecq et passe par différents villages de la commune de Tubize. Cette procession se poursuit depuis le XVe siècle le lundi de Pâques en l'honneur du saint patron de Lembecq, Saint-Véron.

## Description

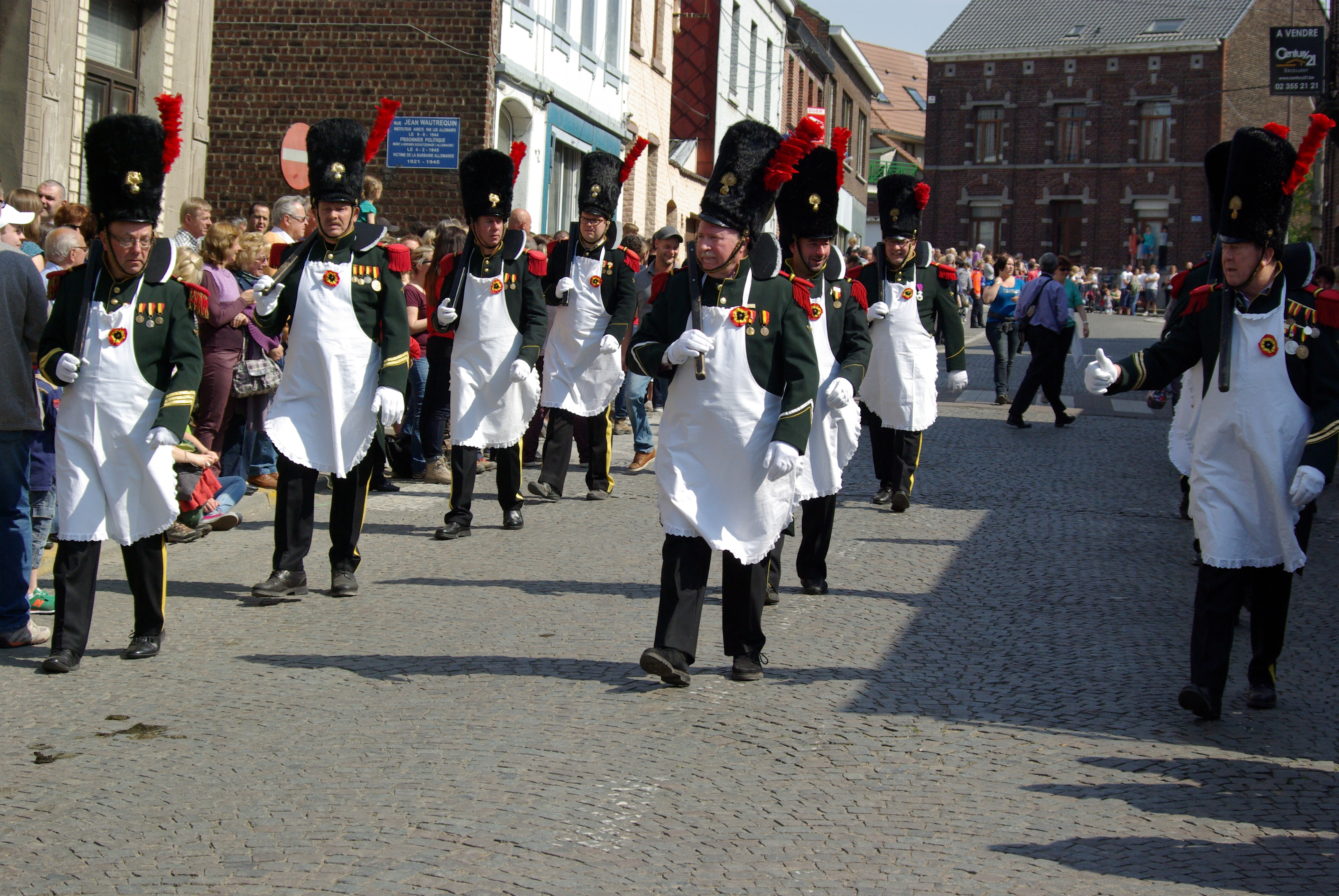
Groupe de soldats lors de la marche de Saint-Véron (2014).

Cinq groupes accompagnent le reliquaire d'argent de Saint Véron sur un parcours de 18 km. En plus d'un grand groupe de sympathisants et de pèlerins, la marche elle-même compte environ 500 participants.
Le lundi de Pâques, les participants se rassemblent à deux - trois heures du matin lorsque les groupes de soldats (les soi-disant soldats de Pâques) sonnent le "réveil". Ils le font dans les différents quartiers et aux principaux carrefours de Lembecq. Ils se rassemblent ensuite à l'ancien hôtel de ville où ils remettent des bannières et des médailles aux membres méritants. Ensuite, ils commencent la procession d'une journée où chaque groupe suit son propre itinéraire.

### Trajet
Le cortège traverse la frontière linguistique, il passe par des villages  flamands ainsi que par des villages wallons voisins : de Lembecq il se dirige vers la Wallonie où il passe par Clabecq et Tubize. À Clabecq il y a une entrée solennelle dans le centre du village vers midi et à Tubize il y a un point d'arrêt dans l'église paroissiale. De Tubize il va en direction de Hondzocht (hameau de Lembecq) à la frontière avec la commune voisine de Saintes. Via la chaussée d'Enghien, il repart en direction du centre de Lembecq pour l'entrée solennelle du cortège et le territoire de la section de Hal est également brièvement traversé.
Il y a plusieurs chapelles dédiées à Saint-Véron sur le parcours. Les différents groupes se réunissent à certains endroits. Les résidents locaux le long du parcours offrent traditionnellement aux participants un verre et une boisson. Cette procession s'arrête à chaque chapelle, où tous les pèlerins peuvent obtenir gratuitement du genièvre, et parfois des boulettes de viande et des œufs de Pâques.
Vers 18 heures, le reliquaire atteint à nouveau le centre de Lembecq, où il est de nouveau transporté dans l'église paroissiale sous une "escorte militaire".

### Patrimoine immatériel reconnu
Le 25 juin 2019, le ministre de la Culture de l'époque, Sven Gatz, a inscrit la marche de Saint Véron de Lembecq à l' inventaire du patrimoine culturel immatériel de Flandre.

### Marche de Saint-Véron pendant la crise corona
En 2020, le défilé n'a exceptionnellement pas eu lieu en raison des mesures COVID-19. Un défilé virtuel a eu lieu en remplacement.

## Groupes
Certaines associations Lembecq rejoindront également la procession , comme le KWB, le Chiro et l'association de tennis de table mais les groupes traditionnels sont les porteurs et les quatre groupes de soldats.

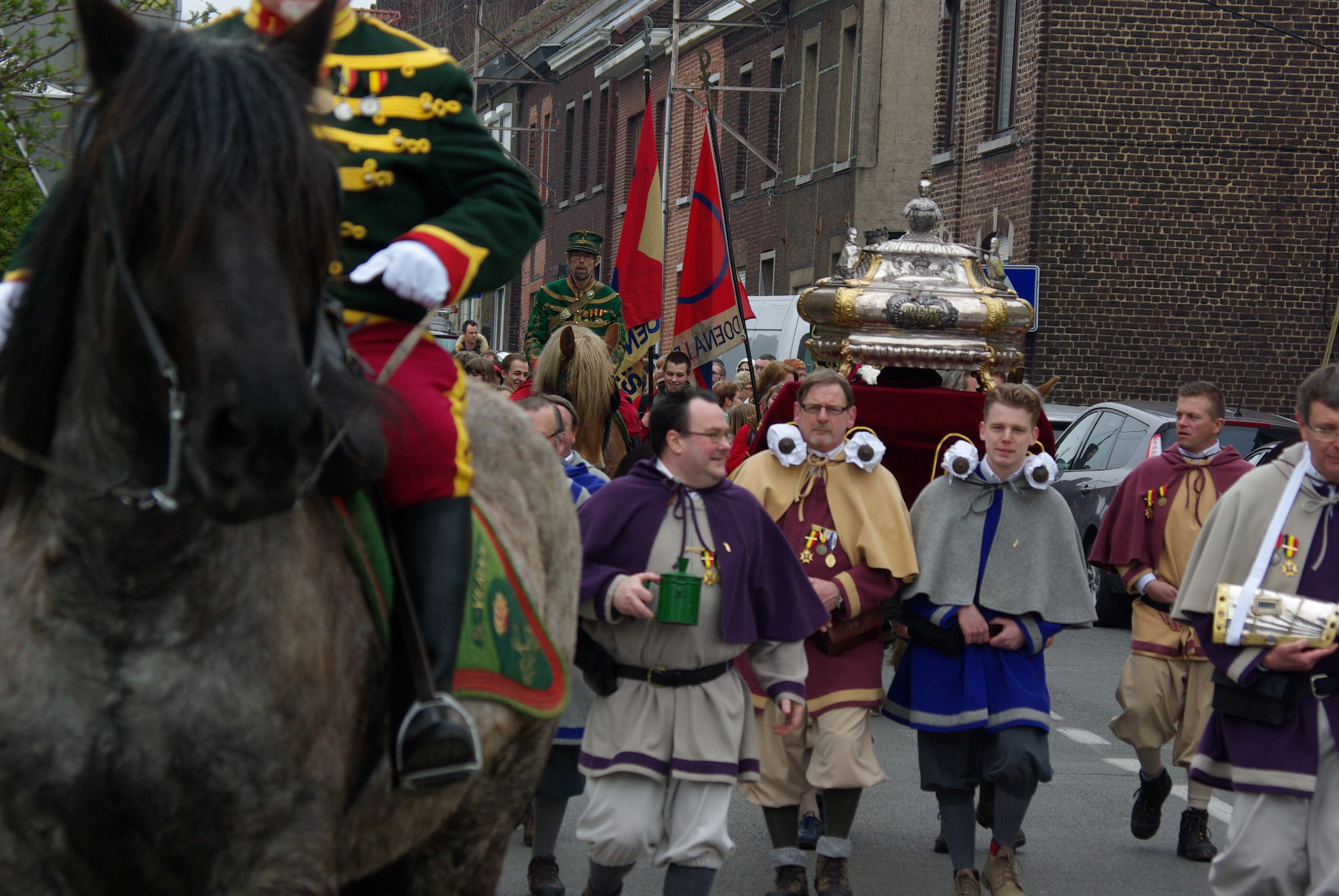
Porteurs de serre avec le reliquaire de Saint Véron (2014).

### Porteurs de Saint-Véron
Les porteurs de Saint-Véron portent le lourd reliquaire en argent sur leurs épaules le long des limites communales de Lembecq. La gestion historique du reliquaire remonte au début du Moyen Âge. Le reliquaire actuel du saint a été conçu en 1767 par l'orfèvre d'Hondt. Pour cela, il a été payé 2 543 florins, 17 sous et 1 denier.
En cours du trajt, les porteurs sont protégées par quatre régiments de soldats de Pâques en tenue historique de soldat : la cavalerie, les carabiniers (aussi appelés « les Jefkes »), l'État-Major et le club des soldats du Congo (plus connu sous le nom des « pantalons blancs » ou « wittebroeken »).

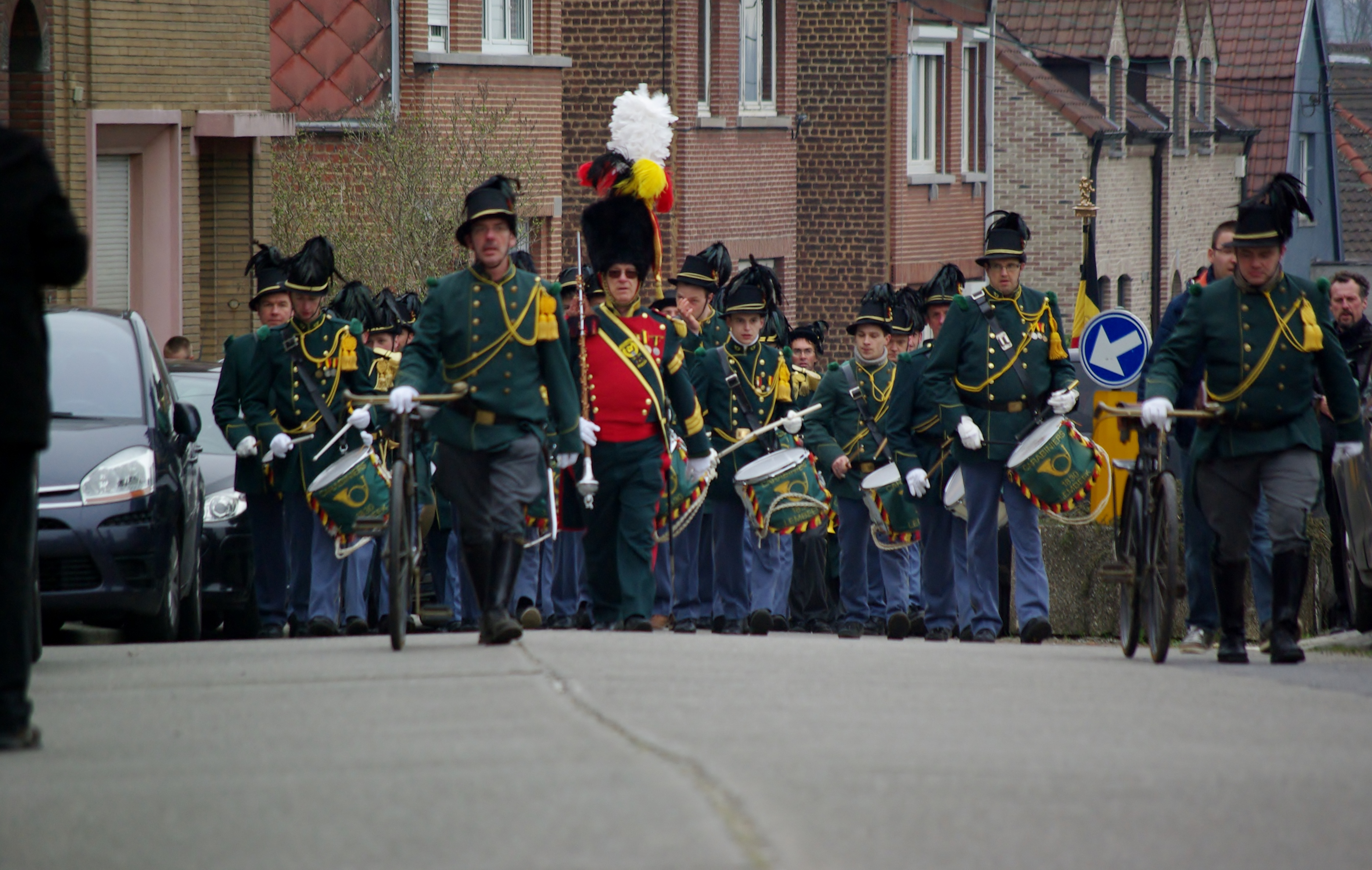
Groupe de soldats Carabiniers, ou 'Jefkes' lors de la Marche Saint-Véron (2014).

### Carabiniers Royaux 1830 - les 'Jefkes'
Ce groupe porte l'uniforme du 1er Régiment des Carabiniers d'après le modèle de 1886.

### Club des soldats royaux du Congo
Le hameau du Congo (Lembecq) jouxte les communes de Clabecq et de Tubize, ce qui explique la présence traditionnelle d'un nombre important de Wallons dans le régiment. Le groupe porte un uniforme basé sur l'uniforme des grenadiers belges et est également connu sous le nom de « pantalon blanc » ou « wittebroeken ».

### État-major royal
Ce groupe se compose exclusivement d'une sélection d'environ 40 officiers à cheval, vêtus d'uniformes belges de guides, artilleurs et lanciers des années 1890 - 1914.

## Galerie

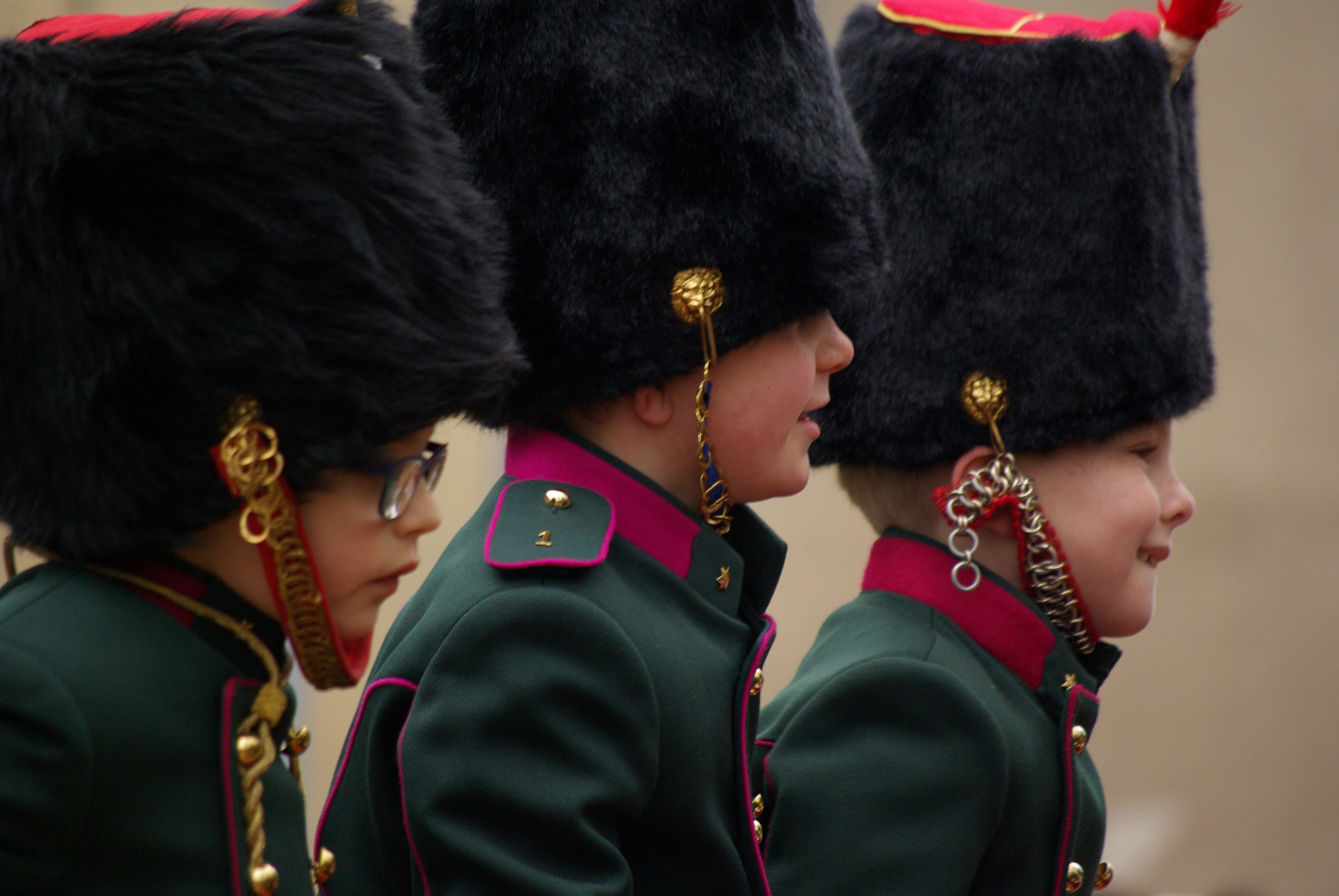
Procession de Saint-Véron
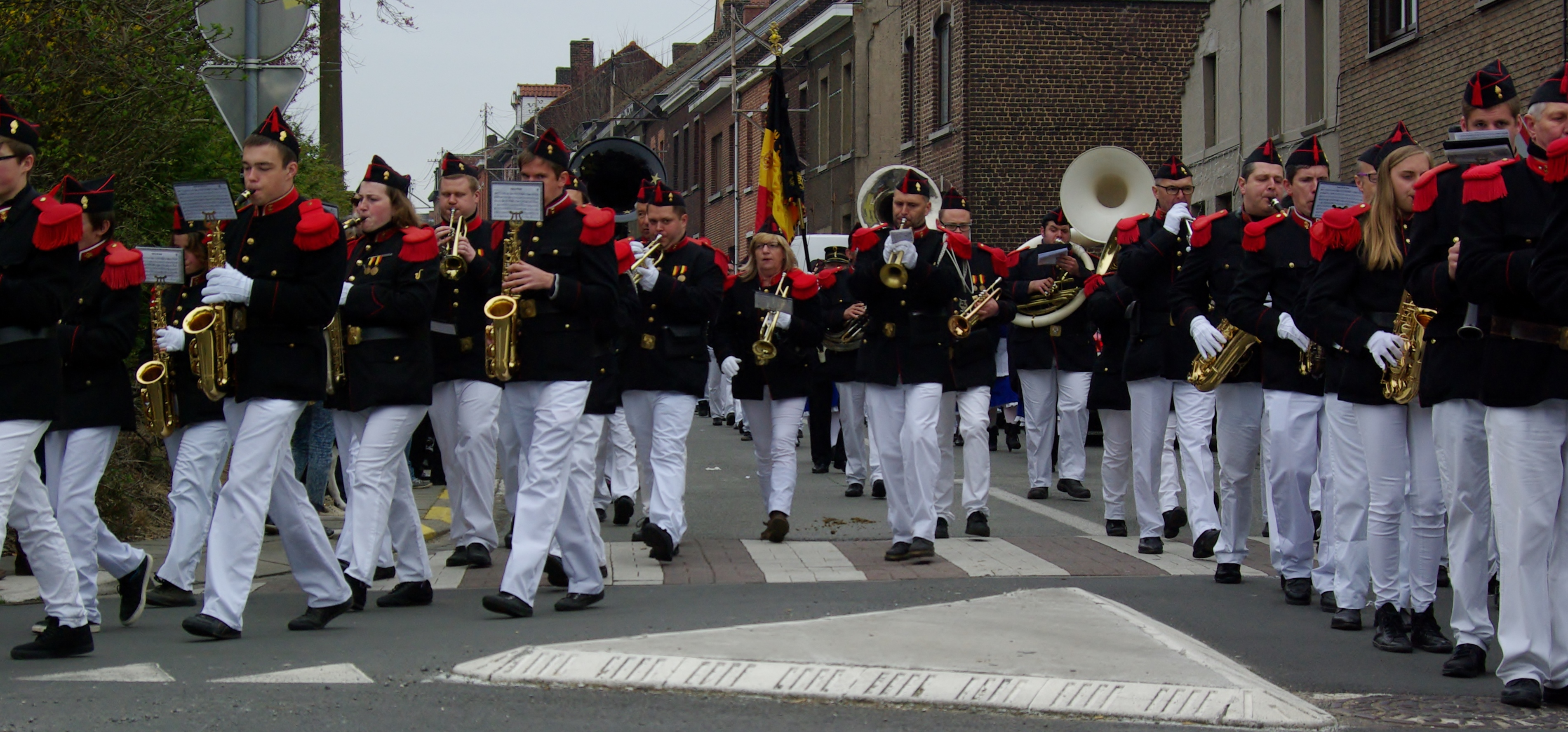
Procession de Saint-Véron : groupe de soldats congolais (Congo est le nom d'un village de Lembecq)
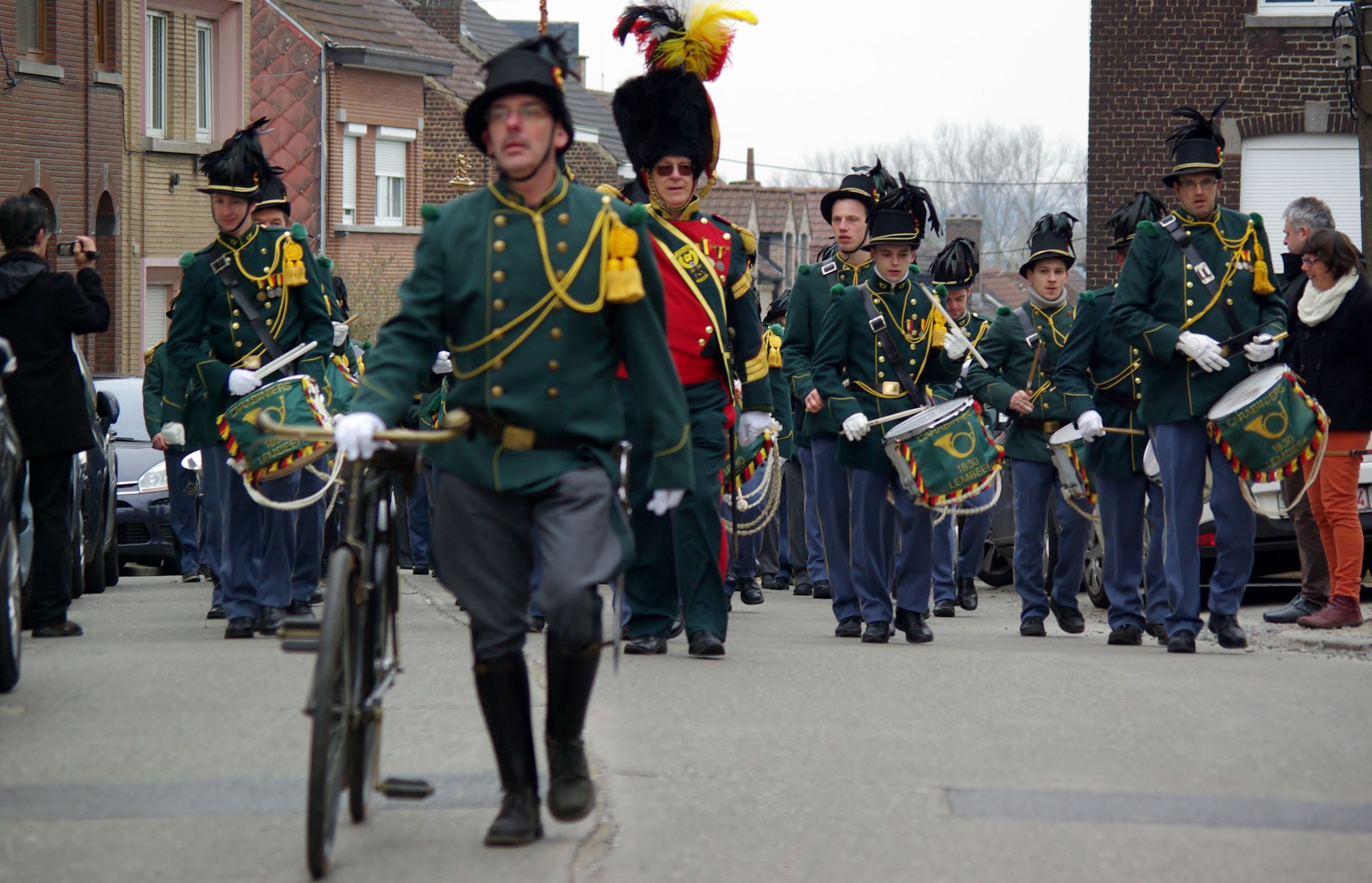
Procession de Saint-Véron
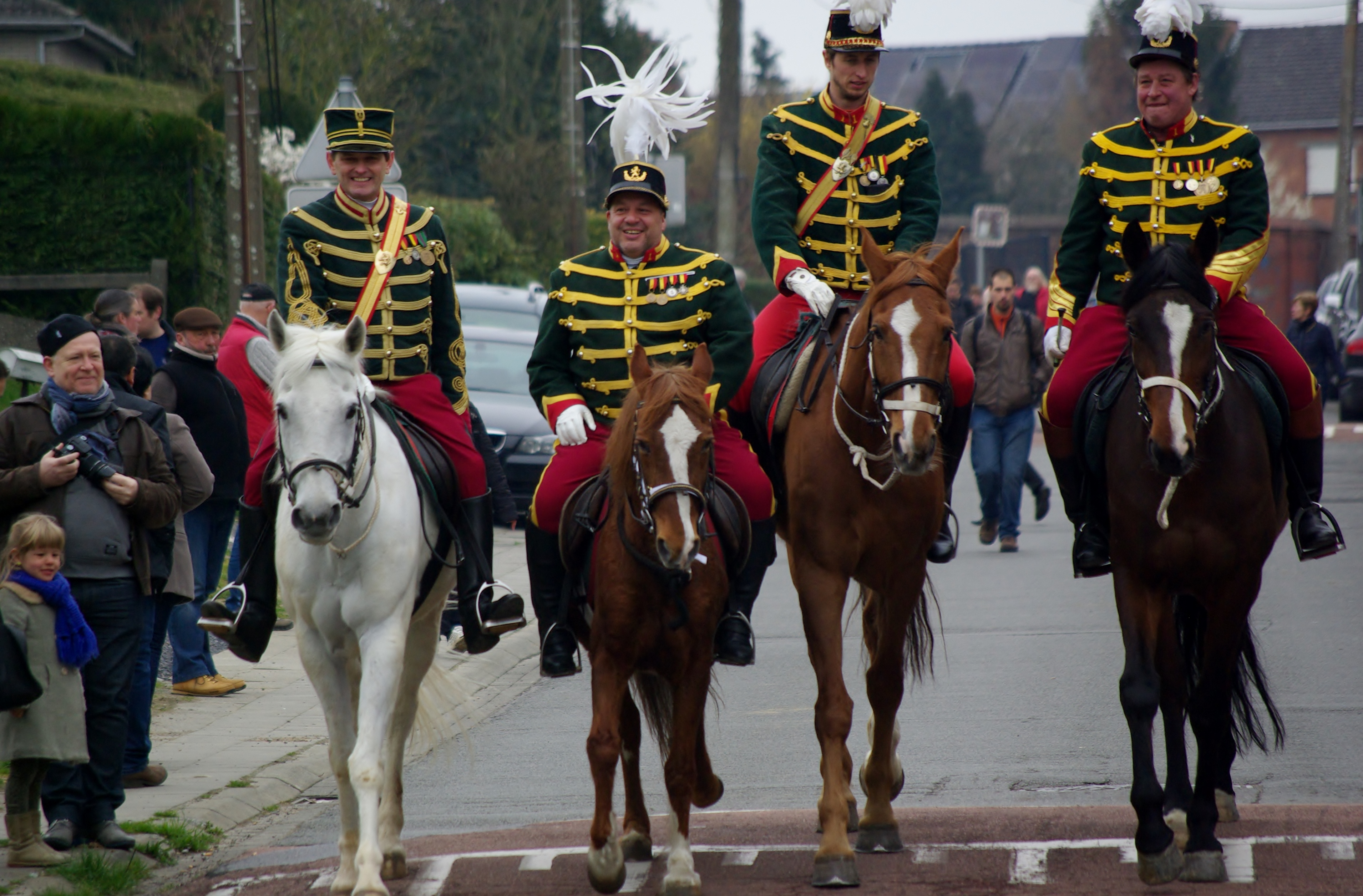
Procession de Saint-Véron
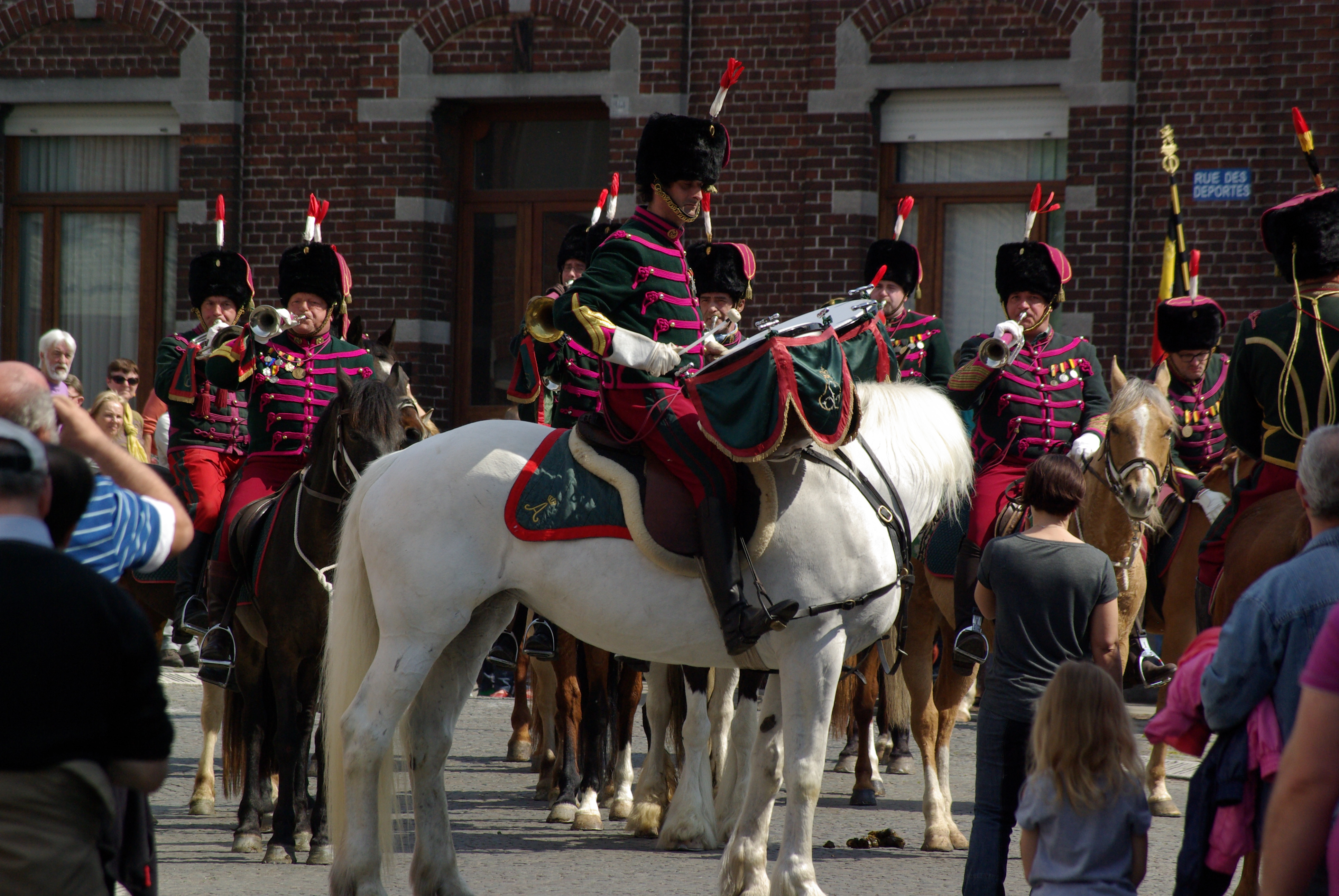
Procession de Saint-Véron : groupe de soldats d'État-Major
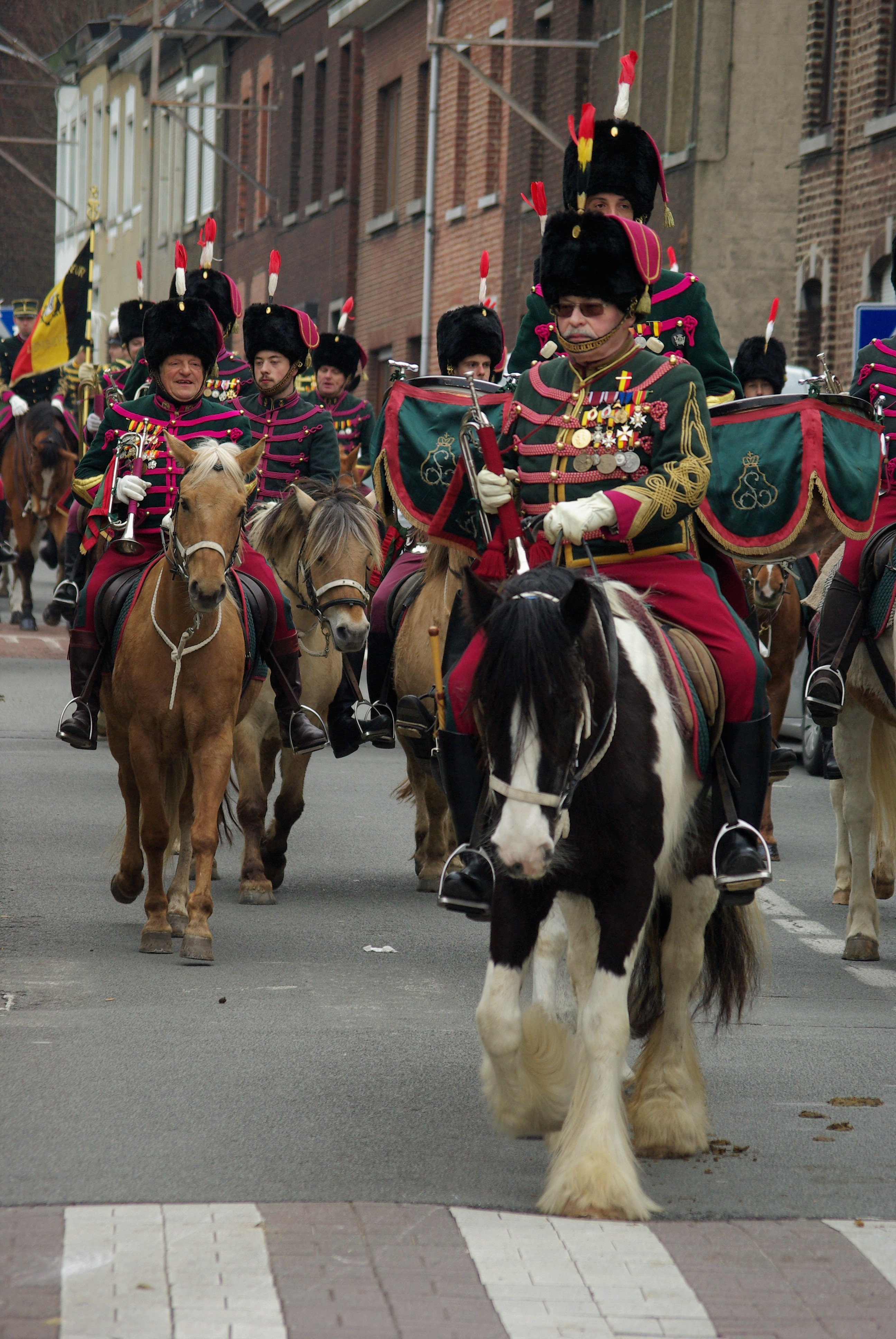
Procession de Saint-Véron

## Légende de Saint-Véron
La légende raconte que Véron était un arrière-petit-fils de l'empereur Charlemagne. Lorsque ses parents l'ont marié sans son consentement, il s'est retrouvé à Lembecq, où il a mené une vie simple d'ouvrier agricole et est mort en 863. Lorsqu'un certain nombre de choses inexplicables se sont produites après sa mort, il a été canonisé. C'est ainsi qu'il aurait délivré Lembecq de la peste.
En 2020, les habitants de Lembecq ont également accroché le drapeau de Saint-Véron pendant la crise corona.